# Liste der Biografien/Lol
Liste der Biografien |
Portal Biografien |
Personensuche
# |
A |
B |
C |
D |
E |
F |
G |
H |
I |
J |
K |
L |
M |
N |
O |
P |
Q |
R |
S |
T |
U |
V |
W |
X |
Y |
Z |
?
 
La |
Lb |
Lc |
Le |
Lg |
Lh |
Li |
Lj |
Ll |
Lm |
Lo |
Lp |
Lt |
Lu |
Lv |
Lw |
Lx |
Ly |
Lz
 
Loa |
Lob |
Loc |
Lod |
Loe |
Lof |
Log |
Loh |
Loi |
Loj |
Lok |
Lol |
Lom |
Lon |
Loo |
Lop |
Loq |
Lor |
Los |
Lot |
Lou |
Lov |
Low |
Loy |
Loz
Die Liste der Biografien führt alle Personen auf, die in der deutschsprachigen Wikipedia einen Artikel haben. Dieses ist eine Teilliste mit 56 Einträgen von Personen, deren Namen mit den Buchstaben „Lol“ beginnt.

## Lol

### Lola
- Lola Kisanga, Jean-Pierre (1969–2020), kongolesischer Politiker
- Lola, Ella (* 1883), US-amerikanische Tänzerin
- Løland, Rasmus (1861–1907), norwegischer Schriftsteller
- Løland, Sakarias Koller (* 2001), norwegischer Radrennfahrer

### Lole
- Loleit, Artur Ferdinandowitsch (1868–1933), russischer Bauingenieur, Architekt und Hochschullehrer
- Loley, Maria (1924–2016), österreichische Sozialarbeiterin und Flüchtlingshelferin

### Lolh
- Lölhöffel von Löwensprung, Adolf von (1841–1928), preußischer Generalmajor
- Lölhöffel von Löwensprung, Edith (1896–1941), deutsche Ärztin und Sportmedizinerin
- Lölhöffel von Löwensprung, Erich (1845–1915), preußischer Generalleutnant
- Lölhöffel von Löwensprung, Friedrich Wilhelm (1717–1780), preußischer Generalleutnant
- Lölhöffel von Löwensprung, Johann Christoph (1780–1836), preußischer Generalmajor
- Lölhöffel, Hedwig von (1913–1986), deutsche Schriftstellerin
- Lölhöffel, Helmut (1944–2018), deutscher Journalist und Pressesprecher

### Loli
- Lolić, Miloš (* 1979), serbischer Theaterregisseur
- Löliger, Ernst (1911–1984), Schweizer Politiker
- Löliger, Linus (* 1995), Schweizer Pokerspieler
- Lolita (1931–2010), österreichische Schlagersängerin

### Lolk
- Lölke, Dirk (* 1962), deutscher Diplomat
- Lölkes, Christian (* 1990), US-amerikanischer Künstler, Ausstellungsmacher und Hacker

### Loll
- Löll, Albert (1854–1928), bayerischer Generalleutnant
- Loll, Ferdinand (1910–1986), deutscher Widerstandskämpfer gegen den Nationalsozialismus und Polizeioffizier der DDR
- Loll, Renate (* 1962), deutsche theoretische Physikerin
- Loll, Sven (* 1964), deutscher Judoka
- Loll, Uwe (* 1967), deutscher Journalist und Rhetorik-Trainer
- Loll, Wilfried (* 1945), deutscher Schauspieler
- Lollesgaard, Martin (* 1987), dänischer Radrennfahrer
- Lollesgaard, Michael (* 1960), dänischer Offizier, Generalleutnant des Heeres
- Lolley, Joe (* 1992), englischer Fußballspieler
- Löllgen, Herbert (* 1943), deutscher Arzt, Internist, Kardiologe und Sportmediziner
- Lolli, Antonio († 1802), italienischer Violinist und Komponist
- Lolli, Claudio (1950–2018), italienischer Cantautore und Schriftsteller
- Lolli, Giambattista (1698–1769), italienischer Schachspieler
- Lolli, Giuseppe (1701–1778), Hofkapellmeister und Tenorist in Salzburg
- Lollianos, griechischer Romanautor
- Lollianus, antiker römischer Toreut
- Lolling, Enno (1888–1945), deutscher KZ-Arzt
- Lolling, Habbo Gerhard (1848–1894), deutscher klassischer Archäologe
- Lollio, Johann, Architekt und Festungsbaumeister
- Lollis Junior, Quadre (* 1994), US-amerikanischer Basketballspieler
- Lollis, Quadre (* 1973), US-amerikanischer Basketballspieler
- Lollius Germanicianus, Quintus, römischer Statthalter (Kaiserzeit)
- Lollius Urbicus, Quintus, römischer Politiker und Heerführer
- Lollius, Marcus († 2), römischer Politiker, Konsul 21 v. Chr.
- Löllmann, Lars (* 1974), deutscher Schauspieler, Regisseur, Synchronsprecher und Drehbuchautor
- Lollo, Lorenzo (* 1990), italienischer Fußballspieler
- Lollobrigida, Francesca (* 1991), italienische Speedskaterin
- Lollobrigida, Francesco (* 1972), italienischer Politiker
- Lollobrigida, Gina (1927–2023), italienische Schauspielerin, Fotografin und BildhauerinGina Lollobrigida (1927–2023)

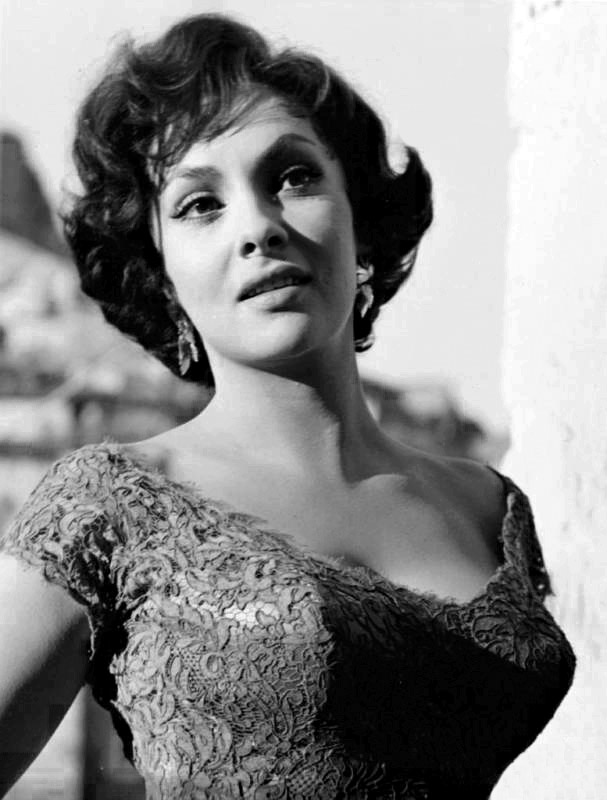
Gina Lollobrigida (1927–2023)

- Lollobrigida, Guido (1928–2013), italienischer Rennfahrer und Schauspieler

### Lolo
- Lolo, Igor (* 1982), ivorischer Fußballspieler
- l’Olonnais, François († 1667), französischer Pirat
- Lolović, Jelena (* 1981), serbische Skirennläuferin
- Lolow, Ramadan (1904–1967), bulgarischer Klarinettist und Sänger
- Lolowa, Tatjana (1934–2021), bulgarische Schauspielerin

### Lolt
- Löltgen, Adolf (1881–1968), deutscher Kammersänger

### Lolw
- Lolwah Al-Khater, katarische Diplomatin